# Aspiration (phonétique)
Pour les articles homonymes, voir Aspiration.
L'aspiration est un des phénomènes phonétiques affectant le mode d'articulation des consonnes occlusives et consistant en une bouffée d'air après l'émission de la consonne sourde et un retard des cordes vocales à se refermer pour émettre la voyelle.
Il est noté à l'aide du signe diacritique [ʰ] en alphabet phonétique international (voir le tableau des modificateurs de consonnes de l'API). Il accompagne parfois une consonne voisée. Il se note alors [ʱ] : [dʱ] (voir murmure).

## Exemples
- Anglais : pen [pʰɛn]
- Grec ancien : χθών / khthṓn [kʰtʰɔ̌ːn]
- Mandarin : 头 tóu [tʰoʊ˧˥]
- Thaï : ค่ำ [kʰɑm˥˩]